# الرايات ذات اللون البني
الرايات ذات اللون البني(بالإنجليزية: Brown-rumped bunting)، وتعرف أيضاً أنواع الطيور الرايات ذات الردف البني، (الاسم العلمي: Emberiza affinis)، وهي نوع من الطيور من فصيلة درسات الموجودة في إفريقيا، من السنغال إلى السودان وأوغندا. 

## البيئة والانتشار
موطنها الطبيعي هو الغابات المنخفضة الرطبة شبه الإستوائية أو الإستوائية. 
حدثت مشاهدات حديثة لهذه الطيور في عام (2022)، في مناطق ناميبيا وأوفامبولاند وأوكوالودي، قد يكون هذا بسبب تغير المناخ.